# 記紀
記紀（日语：／ kiki）是日本歷史書籍《古事記》和《日本書紀》的總稱。取《古事記》的「記」和《日本書紀》的「紀」合稱「記紀」。兩書皆編纂於奈良時代，是記載日本神話、日本古代史的重要史籍。

## 關連項目
- 古事記
- 日本書紀
- 日本神話